# Ljubo Pavasović Visković
Ljubo Pavasović Visković (Split, 23. lipnja 1970.) hrvatski je odvjetnik specijaliziran za kazneno pravo.

## Rani život i obrazovanje
Rođen je u Splitu kao sin oca koji je proveo tri i pol godine na Golom otoku zbog sumnje da se 1948. godine narugao Josipu Brozu Titu ispričavši vic o njemu. Završio je gimnaziju i Pravni fakultet Sveučilišta u Splitu 1993. godine u dobi od 22 godine.

## Profesionalna karijera
Nakon diplomiranja preselio se u Zagreb gdje je vježbenički staž odradio pod mentorstvom odvjetnika Ante Nobila. Odvjetničku licencu stekao je 1996. godine, a dvije godine kasnije osnovao je odvjetničko društvo „Rabar & Visković”. Specijalizirao se za kazneno pravo. Među njegovim najpoznatijim klijentima nalaze se: Milan Popović, Siniša Svilan, Zlatko Marić, Hrvoje Petrač, Ivan Crnjac (bivši član Uprave Agrokora), Ivo Sanader (u timu za obranu) i Ivica Todorić.
Radio je na brojnim predmetima uključujući: aferu „Maestro”, slučajeve Hrvatskih željeznica, te obranu poduzetnika Roberta Ježića i Dražena Golemovića.

## Angažman u HNK Hajduk Split
Dana 4. srpnja 2015. izabran je za člana Nadzornog odbora HNK Hajduk Split s 2.838 glasova. Na toj funkciji ostao je do 1. travnja 2016. kada je podnio neopozivu ostavku zajedno s tadašnjim predsjednikom kluba Marinom Brbićem.

## Privatni život
Bio je u vezi s Ivanom Hodak, kćeri uglednih odvjetnika Ljerke Mintas-Hodak i Zvonimira Hodaka. Ivana Hodak ubijena je 6. listopada 2008. na pragu vlastitog doma u Zagrebu, a u trenutku smrti bila je trudna.
Godine 2014. oženio se menadžericom Dinom Štern, kćeri bivšeg ministra gospodarstva Davora Šterna, nakon četiri godine veze. Vjenčanje se održalo u studenom 2014. godine.